# Düsseldorfer Turn- und Sportverein Fortuna 1895 1983-1984
Questa voce raccoglie le informazioni riguardanti il Düsseldorfer Turn- und Sportverein Fortuna 1895 nelle competizioni ufficiali della stagione 1983-1984.

## Stagione
Nella stagione 1983-1984 il Fortuna Düsseldorf, allenato da Willibert Kremer, concluse il campionato di Bundesliga al 14º posto. In Coppa di Germania il Fortuna Düsseldorf fu eliminato al primo turno dallo Schalke 04.

## Rosa
| N. |                     | Ruolo | Calciatore         |
| -- | ------------------- | ----- | ------------------ |
|    | Germania (bandiera) | P     | Wolfgang Kleff     |
|    | Germania (bandiera) | P     | Frank Kurth        |
|    | Germania (bandiera) | D     | Manfred Bockenfeld |
|    | Germania (bandiera) | D     | Michael Bunte      |
|    | Germania (bandiera) | D     | Holger Fach        |
|    | Germania (bandiera) | D     | Werner Jakobs      |
|    | Germania (bandiera) | D     | Günter Kuczinski   |
|    | Germania (bandiera) | D     | Peter Löhr         |
|    | Germania (bandiera) | D     | Anton Schmidkunz   |
|    | Germania (bandiera) | D     | Amand Theis        |
|    | Germania (bandiera) | C     | Heinrich Bless     |

| N. |                     | Ruolo | Calciatore        |
| -- | ------------------- | ----- | ----------------- |
|    | Germania (bandiera) | C     | Rudolf Bommer     |
|    | Germania (bandiera) | C     | Ralf Dusend       |
|    | Islanda (bandiera)  | C     | Pétur Ormslev     |
|    | Germania (bandiera) | C     | Josef Weikl       |
|    | Germania (bandiera) | C     | Gerd Zewe         |
|    | Germania (bandiera) | A     | Sven Demandt      |
|    | Islanda (bandiera)  | A     | Atli Eðvaldsson   |
|    | Germania (bandiera) | A     | Günter Thiele     |
|    | Germania (bandiera) | A     | Ralf von Diericke |
|    | Germania (bandiera) | A     | Rüdiger Wenzel    |

## Organigramma societario
Area tecnica
- Allenatore: Willibert Kremer
- Allenatore in seconda:
- Preparatore dei portieri:
- Preparatori atletici:

## Calciomercato

### Sessione estiva
| Acquisti | Acquisti          | Acquisti    | Acquisti |
| R.       | Nome              | da          | Modalità |
| -------- | ----------------- | ----------- | -------- |
| D        | Anton Schmidkunz  | Monaco 1860 |          |
| A        | Ralf von Diericke | Wuppertal   |          |

| Cessioni | Cessioni      | Cessioni        | Cessioni |
| R.       | Nome          | a               | Modalità |
| -------- | ------------- | --------------- | -------- |
| P        | Jacek Jarecki | Wiener SC       |          |
| C        | Stefan Dauber | RW Oberhausen   |          |
| A        | Rudi Gores    | Fortuna Colonia |          |
| A        | Demir Hotić   | Union Solingen  |          |

### Sessione invernale
| Acquisti | Acquisti | Acquisti | Acquisti |
| R.       | Nome     | da       | Modalità |
| -------- | -------- | -------- | -------- |

| Cessioni | Cessioni | Cessioni | Cessioni |
| R.       | Nome     | a        | Modalità |
| -------- | -------- | -------- | -------- |

## Risultati

### Bundesliga

#### Girone di andata
| Arbitro: | Roth |

|             |           |                |
| Pinkall 79’ | Marcatori | 41’ Eðvaldsson |

| Arbitro: | Föckler |

|                 |           |  |
| Bommer 35’, 76’ | Marcatori |  |

| Arbitro: | Niebergall |

|           |           |            |
| Grobe 52’ | Marcatori | 21’ Wenzel |

| Arbitro: | Dellwing |

|                      |           |          |
| Wenzel 7’ Bommer 68’ | Marcatori | 2’ Trunk |

| Arbitro: | Umbach |

|                                    |           |  |
| Körbel 6’ (rig.) Svensson 69’, 90’ | Marcatori |  |

| Arbitro: | Ermer |

|                           |           |                                              |
| Weikl 14’ Zewe 52’ (rig.) | Marcatori | 18’ Hartwig 30’ Schröder 66’ Schatzschneider |

| Arbitro: | Correll |

|                                                                   |           |                           |
| Brehme 11’ (rig.) Bongartz 29’ Nilsson 41’ Briegel 50’ Allofs 72’ | Marcatori | 37’ Bommer 73’ Bockenfeld |

| Arbitro: | Osmers |

|                                                                    |           |  |
| Bockenfeld 17’ Bommer 18’, 58’ Dusend 39’, 62’ Zewe 80’ Thiele 90’ | Marcatori |  |

| Arbitro: | Huster |

|            |           |                                    |
| Gulich 63’ | Marcatori | 43’ Dusend 70’ Eðvaldsson 89’ Fach |

| Arbitro: | Michel |

|                 |           |                           |
| Thiele 67’, 74’ | Marcatori | 11’ Wójtowicz 44’ Bittorf |

| Arbitro: | Eschweiler |

|          |           |                                    |
| Pohl 19’ | Marcatori | 12’, 37’ Eðvaldsson 15’ Bockenfeld |

| Arbitro: | Retzmann |

|                          |           |  |
| Zewe 12’ Thiele 26’, 39’ | Marcatori |  |

| Arbitro: | Barnick |

|                                                                |           |  |
| Bockenfeld 7’ Wenzel 16’ Zewe 47’ (rig.) Dusend 71’ Bommer 74’ | Marcatori |  |

| Arbitro: | Theobald |

|                         |           |  |
| Pezzey 32’ Neubarth 55’ | Marcatori |  |

| Arbitro: | Brückner |

|                                       |           |  |
| Weikl 30’ Thiele 68’, 75’ Ormslev 90’ | Marcatori |  |

| Arbitro: | Retzmann |

|            |           |         |
| Walter 14’ | Marcatori | 9’ Fach |

| Arbitro: | Brehm |

|            |           |              |
| Wenzel 72’ | Marcatori | 59’ Schreier |

#### Girone di ritorno
| Arbitro: | Uhlig |

|                                                    |           |          |
| Eðvaldsson 6’ Bockenfeld 11’ Bommer 22’ Thiele 38’ | Marcatori | 73’ Rahn |

| Arbitro: | Roth |

|                |           |  |
| Littbarski 74’ | Marcatori |  |

| Arbitro: | Umbach |

|                                                           |           |                |
| Dusend 30’ Thiele 33’ Nachtweih 39’ (aut.) Eðvaldsson 90’ | Marcatori | 73’ Dürnberger |

| Arbitro: | Tritschler |

|                         |           |                |
| Brunner 13’, 80’ (rig.) | Marcatori | 22’ Eðvaldsson |

| Arbitro: | Heitmann |

|                                |           |                                  |
| Thiele 7’, 75’ Bommer 25’, 82’ | Marcatori | 50’ Müller 69’ (aut.) Eðvaldsson |

| Arbitro: | Hontheim |

|                                                |           |                       |
| Hansen 27’ Groh 35’, 37’ Magath 58’ Wuttke 75’ | Marcatori | 21’ Dusend 48’ Thiele |

| Arbitro: | Neuner |

|          |           |                                                   |
| Fach 72’ | Marcatori | 22’ Brehme 32’, 58’ Hübner 77’ Allofs 88’ Nilsson |

| Arbitro: | Wippker |

|                                                              |           |  |
| Klotz 48’, 87’ Zorc 66’, 73’ (rig.) Wegmann 69’ Răducanu 82’ | Marcatori |  |

| Arbitro: | Schmidhuber |

|           |           |            |
| Theis 26’ | Marcatori | 71’ Herget |

| Arbitro: | Ermer |

|              |           |  |
| Cha 45’, 73’ | Marcatori |  |

| Düsseldorf 6 aprile 1984, ore 20:00 CEST 28ª giornata | Fortuna Düsseldorf | 0 – 0 referto | Arminia Bielefeld | Rheinstadion (6 800 spett.)\| Arbitro: \| Horeis \| |
| Arbitro:                                              | Horeis             |               |                   |                                                     |

| Arbitro: | Barnick |

|                                                                                |           |  |
| Reichert 29’ Sigurvinsson 35’ (rig.) Ohlicher 45’, 56’ Buchwald 74’ Müller 78’ | Marcatori |  |

| Arbitro: | Liebi |

|                                                               |           |          |
| Trapp 24’ Kutzop 30’ (rig.) Krause 72’ Hofeditz 75’ Höfer 81’ | Marcatori | 54’ Fach |

| Arbitro: | Brückner |

|                                     |           |                                        |
| Eðvaldsson 26’ (rig.) Fach 64’, 90’ | Marcatori | 39’, 52’ Neubarth 75’ Meier 85’ Lellek |

| Arbitro: | Schmidhuber |

|                                            |           |                 |
| Lux 6’ Geiger 25’ Tripbacher 41’ Keute 87’ | Marcatori | 63’ (rig.) Zewe |

| Arbitro: | Zimmermann |

|                 |           |                            |
| Zewe 33’ (rig.) | Marcatori | 58’ Schlindwein 86’ Scholz |

| Arbitro: | Correll |

|                                                                 |           |            |
| Kühn 18’ Schulz 55’ Bönighausen 56’ Schreier 61’, 86’ Gothe 64’ | Marcatori | 60’ Bommer |

### Coppa di Germania
| Arbitro: | Assenmacher |

|                                  |           |  |
| Drexler 33’ Opitz 36’ Täuber 66’ | Marcatori |  |

## Statistiche

### Statistiche di squadra
| Competizione      | Punti | In casa | In casa | In casa | In casa | In casa | In casa | In trasferta | In trasferta | In trasferta | In trasferta | In trasferta | In trasferta | Totale | Totale | Totale | Totale | Totale | Totale | DR  |
| Competizione      | Punti | G       | V       | N       | P       | Gf      | Gs      | G            | V            | N            | P            | Gf           | Gs           | G      | V      | N      | P      | Gf     | Gs     | DR  |
| ----------------- | ----- | ------- | ------- | ------- | ------- | ------- | ------- | ------------ | ------------ | ------------ | ------------ | ------------ | ------------ | ------ | ------ | ------ | ------ | ------ | ------ | --- |
| Bundesliga        | 29    | 17      | 9       | 4       | 4       | 46      | 23      | 17           | 2            | 3            | 12           | 17           | 52           | 34     | 11     | 7      | 16     | 63     | 75     | -12 |
| Coppa di Germania | -     | 0       | 0       | 0       | 0       | 0       | 0       | 1            | 0            | 0            | 1            | 0            | 3            | 1      | 0      | 0      | 1      | 0      | 3      | -3  |
| Totale            | 29    | 17      | 9       | 4       | 4       | 46      | 23      | 18           | 2            | 3            | 13           | 17           | 55           | 35     | 11     | 7      | 17     | 63     | 78     | -15 |

### Andamento in campionato
| Giornata  | 1  | 2 | 3 | 4 | 5 | 6 | 7  | 8 | 9 | 10 | 11 | 12 | 13 | 14 | 15 | 16 | 17 | 18 | 19 | 20 | 21 | 22 | 23 | 24 | 25 | 26 | 27 | 28 | 29 | 30 | 31 | 32 | 33 | 34 |
| --------- | -- | - | - | - | - | - | -- | - | - | -- | -- | -- | -- | -- | -- | -- | -- | -- | -- | -- | -- | -- | -- | -- | -- | -- | -- | -- | -- | -- | -- | -- | -- | -- |
| Luogo     | T  | C | T | C | T | C | T  | C | T | C  | T  | C  | C  | T  | C  | T  | C  | C  | T  | C  | T  | C  | T  | C  | T  | C  | T  | C  | T  | T  | C  | T  | C  | T  |
| Risultato | N  | V | N | V | P | P | P  | V | V | N  | V  | V  | V  | P  | V  | N  | N  | V  | P  | V  | P  | V  | P  | P  | P  | N  | P  | N  | P  | P  | P  | P  | P  | P  |
| Posizione | 10 | 5 | 5 | 4 | 5 | 8 | 11 | 7 | 5 | 6  | 5  | 4  | 2  | 6  | 6  | 5  | 6  | 5  | 6  | 5  | 6  | 6  | 6  | 6  | 7  | 6  | 7  | 7  | 8  | 9  | 9  | 11 | 12 | 14 |

Legenda:

Luogo: C = Casa; T = Trasferta. Risultato: V = Vittoria; N = Pareggio; P = Sconfitta.

### Statistiche dei giocatori
| Giocatore       | Bundesliga | Bundesliga | Bundesliga  | Bundesliga | Coppa di Germania | Coppa di Germania | Coppa di Germania | Coppa di Germania | Totale   | Totale | Totale      | Totale     |
| Giocatore       | Presenze   | Reti       | Ammonizioni | Espulsioni | Presenze          | Reti              | Ammonizioni       | Espulsioni        | Presenze | Reti   | Ammonizioni | Espulsioni |
| --------------- | ---------- | ---------- | ----------- | ---------- | ----------------- | ----------------- | ----------------- | ----------------- | -------- | ------ | ----------- | ---------- |
| H. Bless        | 2          | 0          | 0           | 0          | 0                 | 0                 | 0                 | 0                 | 2        | 0      | 0           | 0          |
| M. Bockenfeld   | 34         | 5          | 3           | 0          | 1                 | 0                 | 1                 | 0                 | 35       | 5      | 4           | 0          |
| R. Bommer       | 34         | 11         | 1           | 0          | 1                 | 0                 | 0                 | 0                 | 35       | 11     | 1           | 0          |
| M. Bunte        | 7          | 0          | 1           | 0          | 0                 | 0                 | 0                 | 0                 | 7        | 0      | 1           | 0          |
| S. Demandt      | 0          | 0          | 0           | 0          | 0                 | 0                 | 0                 | 0                 | 0        | 0      | 0           | 0          |
| R. Dusend       | 30         | 6          | 2           | 0          | 1                 | 0                 | 0                 | 0                 | 31       | 6      | 2           | 0          |
| A. Eðvaldsson   | 29         | 8          | 0           | 0          | 1                 | 0                 | 0                 | 0                 | 30       | 8      | 0           | 0          |
| H. Fach         | 29         | 6          | 1           | 0          | 1                 | 0                 | 0                 | 0                 | 30       | 6      | 1           | 0          |
| W. Jakobs       | 1          | 0          | 1           | 0          | 0                 | 0                 | 0                 | 0                 | 1        | 0      | 1           | 0          |
| W. Kleff        | 28         | 0          | 0           | 0          | 1                 | 0                 | 1                 | 0                 | 29       | 0      | 1           | 0          |
| G. Kuczinski    | 27         | 0          | 7           | 0          | 1                 | 0                 | 0                 | 0                 | 28       | 0      | 7           | 0          |
| F. Kurth        | 7          | 0          | 1           | 0          | 0                 | 0                 | 0                 | 0                 | 7        | 0      | 1           | 0          |
| P. Löhr         | 23         | 0          | 4           | 0          | 1                 | 0                 | 0                 | 0                 | 24       | 0      | 4           | 0          |
| P. Ormslev      | 18         | 1          | 2           | 0          | 1                 | 0                 | 0                 | 0                 | 19       | 1      | 2           | 0          |
| A. Schmidkunz   | 6          | 0          | 2           | 0          | 0                 | 0                 | 0                 | 0                 | 6        | 0      | 2           | 0          |
| A. Theis        | 20         | 1          | 5           | 0          | 0                 | 0                 | 0                 | 0                 | 20       | 1      | 5           | 0          |
| G. Thiele       | 25         | 12         | 1           | 0          | 1                 | 0                 | 0                 | 0                 | 26       | 12     | 1           | 0          |
| J. Weikl        | 29         | 2          | 3           | 0          | 1                 | 0                 | 0                 | 0                 | 30       | 2      | 3           | 0          |
| R. Wenzel       | 21         | 4          | 1           | 0          | 1                 | 0                 | 0                 | 0                 | 22       | 4      | 1           | 0          |
| G. Zewe         | 34         | 6          | 3           | 0          | 1                 | 0                 | 0                 | 0                 | 35       | 6      | 3           | 0          |
| R. von Diericke | 14         | 0          | 0           | 0          | 0                 | 0                 | 0                 | 0                 | 14       | 0      | 0           | 0          |